# 코르네유 하이만스
코르네유 장 프랑수아 하이만스(프랑스어: Corneille Jean François Heymans, 1892년 3월 28일 ~ 1968년 7월 18일)는 벨기에의 생리학자이다. 1938년에 호흡을 조정하는 작용이 있는 혈맥동과 대동맥의 호흡 조절 기작에 대한 연구로 노벨 생리학·의학상을 수상했다.

## 수상 경력
- 1938년 : 노벨 생리학·의학상